# Andreas Dithmer
Andreas Frederik Dithmer (født 1. juli 2005) er en dansk fodboldspiller, der spiller for Jong FC Utrecht og det danske U/19 landshold.

## Klubkarriere

### F.C. København
Den 8. juni 2022 forlængede Andreas Dithmer sin kontrakt med F.C. København til sommer 2025, og rykkede op i førsteholdstruppen. Andreas nåede aldrig at spille sin officiel debut for FCK’s førstehold.

### Jong FC Utrecht
Den 1. februar 2024 blev det offentliggjort, at Andreas Dithmer blev udlejet til Jong FC Utrecht for resten af 2023-24 sæsonen. Den 17. maj 2024 blev Andreas Dithmer solgt til Jong FC Utrecht i slutningen af sæsonen, efter klubben benyttede købsoptionen på hans kontrakt.

## Landsholdskarriere
Den 7. august 2021 debuterede Andreas Dithmer for det danske U/17 landshold i en 1-0 sejr mod Sverige. Han debuterede for det danske U/18 landshold den 25. marts 2023 i en 3-2 sejr mod Tjekkiet. Den 23. marts 2024 debuterede han for det danske U/19 landshold i en 2-1 sejr mod Grækenland.